# خانه هنر نو

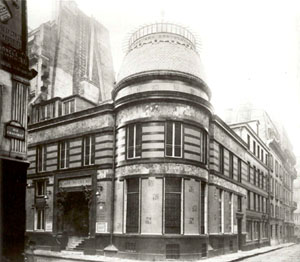
خانهٔ هنر نو، ۱۸۹۵ میلادی

خانهٔ هنر نو (به فرانسوی: Maison de l'Art Nouveau)، که اغلب به عنوان آر نُوو یا هنر نو (به فرانسوی: L'Art Nouveau) مخفف می‌شود، و همچنین با عنوان خانهٔ بینگ (به فرانسوی: Maison Bing) به نام مالک شناخته می‌شود، گالری بود که در ۲۶ دسامبر ۱۸۹۵ میلادی توسط زیگفرید بینگ در خیابان ۲۲ پروونس، پاریس، افتتاح شد.
این ساختمان توسط معمار لوئیس بونیه (۱۹۴۶–۱۸۵۶ میلادی) طراحی شده‌است. بر خلاف فروشگاه‌های قبلی او در همان مکان و در نزدیکی خیابان شوشا ۱۹ که در اشیاء هنری ژاپنی و آسیایی تخصص داشتند، این گالری در هنر مدرن تخصص داشت. نمایشگاه اصلی پنجره‌هایی را به نمایش می‌گذارد که توسط هنرمندان نبی، از جمله آنری دو تولوز-لوترک، طراحی و توسط لوئیس کامفورت تیفانی ساخته شده‌اند. فضای داخلی اصلی گالری شامل اتاق‌هایی بود که توسط هنرمندانی چون: موریس دنی، چارلز کوندر، هانری وان ده ولده، آلبرت بسنارد و ادوار وویار طراحی شده بودند. بسیاری از هنرمندان دیگر نیز در داخل گالری آثاری از جمله: تاپستری، سرامیک، شیشهٔ نقشینه، مبلمان، فلزکاری و چاپ را به نمایش گذاشتند.
در طی سال‌ها، بینگ نمایشگاه‌های کوچک‌تری برگزار کرد که هنرمندانی مانند: لویی لگراند، اوژن کاریر، سیمون مولین، شارله کوته و ادوارد مونش را برجسته می‌کرد.
در سال ۱۸۸۹ میلادی، بینگ گالری‌های خود را گسترش داد و شامل آتلیه‌ای شد که شروع به تولید جواهرات، مبلمان، تاپستری‌ها و دیگر اشیاء هنری کرد.
شهرت گالری او در نمایشگاه جهانی ۱۹۰۰ میلادی افزایش یافت، زمانی که بینگ غرفهٔ «آر نُوو بینگ» خود را به نمایش گذاشت. در غرفه، بینگ چیدمان‌هایی از مبلمان مدرن، تاپستری‌ها و اشیاء هنری از هنرمندانی چون: ادوار کولون، ژرژ دو فور، و اوژن گیار را به نمایش گذاشت. این نمایش‌های تزئینی به شدت با سبک هنری که در سراسر اروپا محبوبیت می‌یافت، مرتبط شد و گالری او متعاقباً نامی برای آن گذاشت: آر نُوو (هنر نو).